# آنا ماریا پلبورسا
آنا ماریا پُلبورُسا (اسپانیایی: Ana María Polvorosa‎؛ ۱۴ دسامبر ۱۹۸۷) بازیگر اهل اسپانیا بود که بابت بازی در سریال تلویزیونی آیدا شهرت دارد.
از فیلم‌ها یا برنامه‌های تلویزیونی که وی در آنها نقش داشته‌است می‌توان به دختران تلفنچی، سکس، مهمانی و دروغ و شب بزرگ من اشاره کرد.